# Actinidaine
L'actinidaine ou actinidaïne (parfois nommée actinidine, avec cependant un risque de confusion avec un autre composé homonyme) est une enzyme digestive présente dans le kiwi. Cette enzyme est également présente dans d'autres fruits tropicaux tels que la banane, la mangue, l'ananas et la papaye.
L'actinidaine tient son nom du genre Actinidia auquel sont apparentées différentes espèces productrices de kiwis.
L'actinidaine est, plus précisément, une protéase à cystéine qui catalyse le clivage de liaisons peptidiques avec une spécificité proche de celle de la papaïne. L'actinidaine et la papaïne relèvent d'aillleurs du même groupe d'enzymes (codé EC 3.4.22) désigné sous le nom des cystéine-endopeptidases.
L'actinidaine est l'enzyme prédominante dans les kiwis et joue un rôle significatif dans la digestion des protéines.
Des études cliniques,, ont montré que l'actinidaine est susceptible d'induire une réaction allergique chez certains individus.